# 博斯达罗斯
博斯达罗斯（法語：Bosdarros，法語發音：[bɔsdaʁɔs]）是法国大西洋比利牛斯省的一个市镇，属于波城区。

## 地理
博斯达罗斯（43°12'35"N, 0°21'41"W）面积24.77 平方千米，位于法国新阿基坦大区大西洋比利牛斯省，该省份为法国东南部省份，涵盖了贝阿恩与北巴斯克，西临大西洋比斯開灣，北至朗德省，东北接热尔省，东临上比利牛斯省，南与西班牙接壤。
与博斯达罗斯接壤的市镇（或旧市镇、城区）包括：阿罗斯德奈、冈镇、热洛斯、上博斯达罗斯、纳尔卡斯泰特、帕尔迪斯皮耶塔特、雷贝纳克、龙蒂尼翁、圣阿比、塞维尼亚克-梅拉克、巴利罗斯。

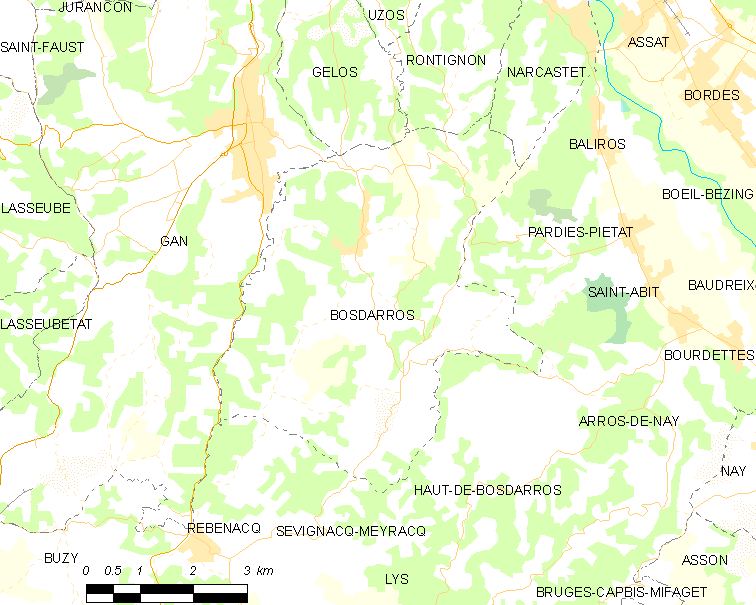
博斯达罗斯的OSM定位图

博斯达罗斯的时区为UTC+01:00、UTC+02:00（夏令时）。

## 行政
博斯达罗斯的邮政编码为64290，INSEE市镇编码为64139。

## 政治
博斯达罗斯所属的省级选区为乌佐姆河、激流与内兹河岸县。

## 人口

1962-2008年间博斯达罗斯人口变化图示

博斯达罗斯于2022年1月1日时的人口数量为969人。